# 9 Brygada Kawalerii (austro-węgierska)
9 Brygada Kawalerii (9. KBrig.) – brygada kawalerii cesarskiej i królewskiej Armii.

## Historia brygady
9 Brygada Kawalerii wchodziła w skład 9 Korpusu, a jej komenda stacjonowała w Pardubicach (niem. Pardubitz).
W 1889 roku w skład brygady wchodził:
- Czeski Pułk Dragonów Nr 1 w Terezinie (niem. Theresienstadt) i Postoloprtach (niem. Postelberg),
- Czeski Pułk Dragonów Nr 8 w Pardubicach (niem. Pardibitz)[1].

W 1905 roku w skład brygady wchodził:
- Pułk Dragonów Nr 7,
- Pułk Dragonów Nr 13,
- Pułk Ułanów Nr 11[2].

W 1906 roku Pułki Dragonów Nr 7 i 13 zostały włączone w skład 1 Brygady Kawalerii w Pradze, natomiast skład brygady został uzupełniony przez Pułk Dragonów Nr 1, który przybył z 14 Brygady Kawalerii w Rzeszowie.
W 1914 roku brygada została włączona do 9 Dywizji Kawalerii. W sierpniu tego roku w jej skład wchodził:
- Czeski Pułk Dragonów Nr 1 (sześć szwadronów),
- Pułk Ułanów Nr 11 (sześć szwadronów).
- Oddział ckm[5].

## Komendanci brygady
- płk Alexander Hübner (1889)
- gen. mjr Otto Friedrich Karl von Poten (1905 – 1909)
- gen. mjr / FML Wilhelm von Karger (1909 – 1 II 1913 → stan spoczynku)
- gen. mjr Zygmunt Ritter von Micewski (I 1913 – III 1915 → komendant 7 Dywizji Kawalerii[6])